# L'Archer et la Sorcière
Pour plus de détails, voir Fiche technique et Distribution.
L'Archer et la Sorcière (The Archer: Fugitive from the Empire) est un téléfilm américain réalisé par Nicholas Corea, diffusé le 12 avril 1981 sur NBC.
Le film est sorti en salles en France le 12 mars 1982

## Synopsis
Dans un monde de magie, le jeune prince Toran et son mentor Mak sont à la recherche du sorcier Lazar-Sa, capable d'unir les différentes communautés pour contrer Gar le draikian et la tribu des hommes serpents. Le tyran est aidé par la redoutable sorcière Estra.

## Fiche technique
- Titre : L'Archer et la Sorcière
- Titre original : The Archer: Fugitive from the Empire
- Réalisation : Nicholas Corea
- Scénario : Nicholas Corea
- Production : Nicholas Corea et Stephen Caldwell
- Société de production : Mad Dog Productions - Universal Television
- Société de distribution : Universal Television
- Musique : Ian Underwood
- Photographie : John McPherson
- Montage : Alan L. Shefland
- Décors : Lloyd S. Papez
- Costumes : Vittorio Nino Novarese
- Effets spéciaux de maquillage : David Dittmar, John Goodwin, Michael Shawn McCraken
- Effets spéciaux visuels : William H. Schirmer
- Pays d'origine :  États-Unis
- Format : Couleurs - 1;33:1 - Dolby - 35 mm
- Genre : Fantasy
- Durée : 96 minutes
- Dates de sortie : 12 avril 1981 (États-Unis), 28 juillet 1982 (France)

## Distribution
- Lane Caudell  (VF : Bernard Murat) : Toran de Malveel
- Belinda Bauer  (VF : Francine Laine) : Estra
- Victor Campos  (VF : Pierre Arditi) : Slant
- Kabir Bedi  (VF : Jean-Claude Michel) : Gar le draikian
- George Innes : Mak
- Marc Alaimo  (VF : Marc de Georgi) : Sandros
- Alan Rich : Yos
- George Kennedy  (VF : Andre Valmy) : Brakus
- Robert Feero : Capitaine Ria
- Richard Dix : Rak
- Ivan J. Rado : Vors
- Sharon Barr : Mandras
- Tony Swartz : Riis
- Larry Douglas : Lazar-Sa
- Scott Wilder : Dar
- Chao Li Chi : L'astrologue

## Autour du film
Le film est sorti en salles en Europe mais diffusé à la télévision américaine. Il devait servir de pilote pour une série qui n'a pas vu le jour.